# 플라이강나팔귀박쥐
플라이강나팔귀박쥐(Kerivoula muscina)는 애기박쥐과에 속하는 박쥐의 일종이다. 페루와 파푸아뉴기니에서만 발견된다. 자연 서식지는 아열대 또는 열대 기후 지역의 건조림이다.

## 특징
작은 박쥐로 몸통 길이가 35~43mm이고 전완장이 32~36mm, 꼬리 길이는 32.7~44mm이다. 발 길이는 7~8mm, 귀 길이는 13~14.1mm, 몸무게는 최대 5.4g이다. 털은 길고 부드럽다. 등쪽은 갈색과 회색빛을 띠고 배쪽은 좀더 밝다. 주둥이는 길고 뾰족하다.

## 생태
홀로 또는 작은 무리를 지어 나무 구멍 속에 은신한다. 둥글게 말린 바나나 잎 속에서 관찰되기도 한다. 먹이는 곤충이다. 4월에 젖을 먹이는 암컷이 포획된다.

## 분포 및 서식지
뉴기니섬 동쪽 지역에 널리 분포한다. 해발 최대 1,600m 이하의 일차림 열대우림에서 서식하며 교란숲에서도 발견된다.